# Jim Beaver
 (août 2025).
Si vous disposez d'ouvrages ou d'articles de référence ou si vous connaissez des sites web de qualité traitant du thème abordé ici, merci de compléter l'article en donnant les références utiles à sa vérifiabilité et en les liant à la section « Notes et références ».
Pour les articles homonymes, voir Beaver.
Jim Beaver est un acteur américain, né le 12 août 1950 à Laramie, dans le Wyoming (États-Unis).

## Biographie
Fils d'un ministre de l’Église du Seigneur, il a grandi à Irving au Texas. Il a étudié au Fort Worth Christian College, puis au Oklahoma Christian College entre 1968 et 1972 en parallèle à son travail dans la marine de 1968 à 1971 (au Viêt Nam notamment en 1970 et 1971).
Il reprend par la suite les cours au Central State University jusqu'en 1975.
Il fait du théâtre pendant cinq ans avec le Dallas Shakespeare Festival puis décide de consacrer sa vie à la comédie et l'écriture.
Il est en effet écrivain, rédacteur de colonne dans divers magazines, et critique de films et de pièces de théâtre.
Il a préparé la biographie définitive de George Reeves, et a d'ailleurs participé au film retraçant la vie de l'acteur, Hollywoodland en tant que consultant historique.[réf. nécessaire]
Jim est le 7e rédacteur de l'IMDB à avoir écrit le plus de résumé de films et de minis-biographies.[réf. nécessaire]
En 2006, il a été choisi pour interpréter le rôle de Bobby Singer dans la série Supernatural aux côtés des frères Sam et Dean Winchester interprété par Jared Padalecki et Jensen Ackles. La série s'arrête en 2020 avec la saison 15 et 327 épisodes.

### Vie privée

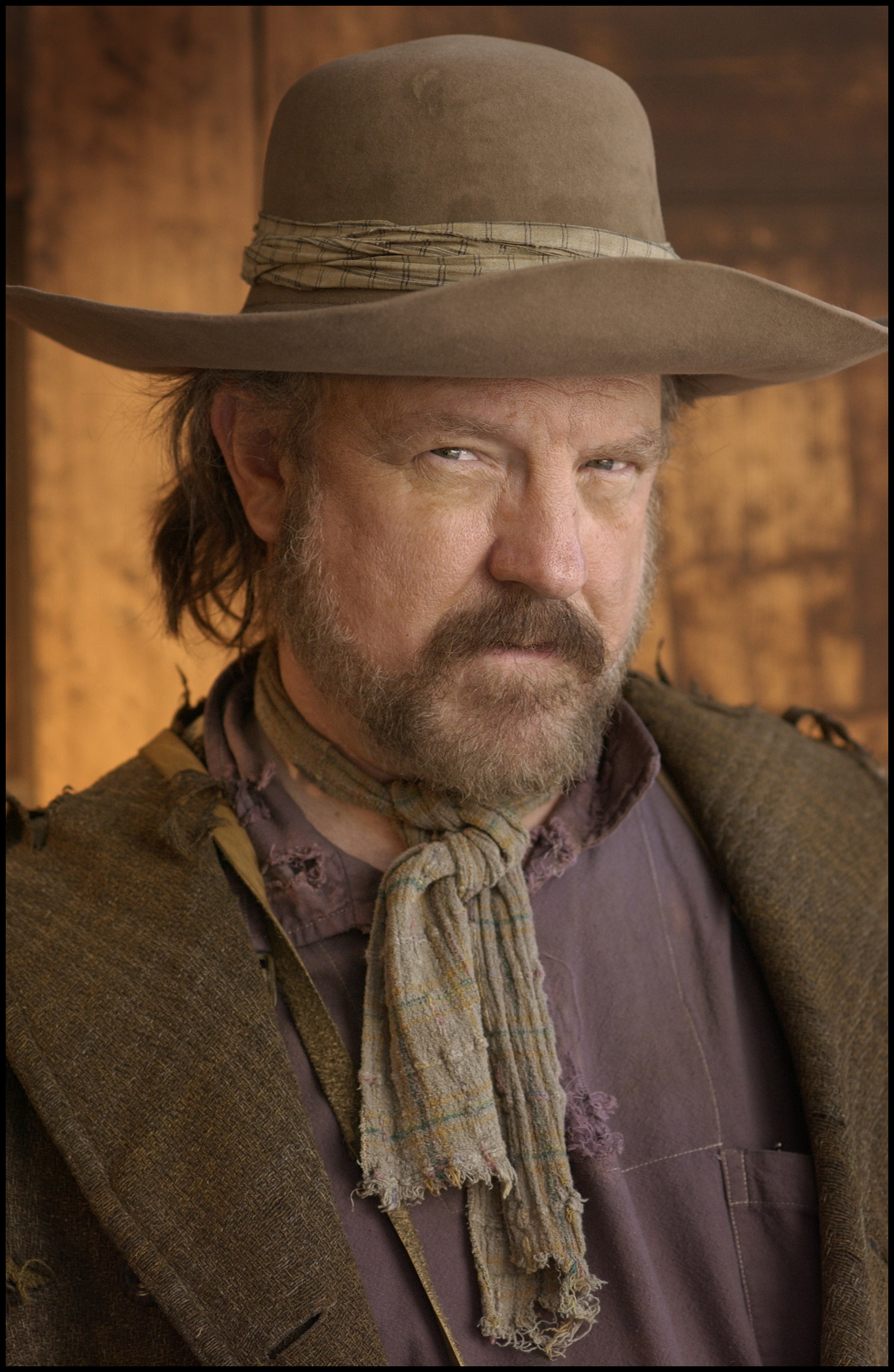
Jim Beaver en 2006, dans la série d'HBO, Deadwood.

Il a épousé Deborah S. Young (personnalité de la radio du Milwaukee), le 10 août 1973, mais ils ont divorcé 3 ans plus tard (le 1er octobre 1976). Il se remarie ensuite le 7 mai 1989 avec Cecily Adams, mais elle meurt d'un cancer le 3 mars 2004. Elle lui laisse une fille, Madeline Rose Beaver, née le 19 août 2001.[réf. nécessaire]

## Filmographie

### Cinéma
- 1977 : Les Faux-durs (Semi-Tough) de Michael Ritchie : B.E.A.T. Member
- 1978 : The Seniors (en) de Rodney Amateau : le client
- 1979 : Warnings : L'artiste
- 1981 : Les Faucons de la nuit (Nighthawks) de Bruce Malmuth : Subway Passenger
- 1983 : Le Mystère Silkwood (Silkwood) de Mike Nichols : Plant Manager
- 1985 : File 8022 de William Anderson : Ben Crysler
- 1987 : Sweet Revenge (en) de Mark Sobel : Smuggler
- 1987 : Hollywood Shuffle (en) de Robert Townsend : Postal Worker
- 1988 : Two Idiots in Hollywood (en) de Stephen Tobolowsky : Crying Man
- 1988 : Defense Play de Monte Markham : FBI Agent
- 1989 : Mergers & Acquisitions de Remi Aubuchon : Gabby Hayes
- 1989 : Turner et Hooch (Turner & Hooch) de Roger Spottiswoode : Plant Manager
- 1989 : The Cherry de John 'Doc' Moody : The Captain
- 1989 : Un héros comme tant d'autres (In Country) de Norman Jewison : Earl Smith
- 1991 : Little Secrets : Liquor Store Cashier
- 1992 : Sister Act (Rock 'n' nonne) d'Emile Ardolino : Détective Clarkson
- 1993 : Sliver de Phillip Noyce : Détective Ira
- 1993 : Geronimo (Geronimo: An American Legend) de Walter Hill : Proclamation officer
- 1994 : Twogether d'Andrew Chiaramonte : Oscar
- 1994 : Blue Chips de William Friedkin : Ricky's Father
- 1994 : Belles de l'Ouest (Bad Girls) de Jonathan Kaplan : Pinkerton Detective Graves
- 1997 : Survivance (Wounded) de Richard Martin (en) : Agent Eric Ashton
- 1998 : La Ferme - une comédie bio (en) (At Sachem Farm) de John Huddles : Foreman
- 1999 : Ah! Silenciosa de Marcos Cline-Márquez : Ambrose Bierce
- 1999 : Impala de David Marion : Sheriff Bert Davis
- 1999 : Magnolia de Paul Thomas Anderson : Smiling Peanut Patron #1
- 2000 : Fraud de Carla Wilson : Détective Mason
- 2000 : Où le cœur nous mène (Where the Heart Is) de Matt Williams : Clawhammer
- 2001 : Une virée en enfer (Joy Ride) de John Dahl : Sheriff Ritter
- 2002 : Wheelmen : Agent Hammond
- 2002 : Adaptation de Spike Jonze : Ranger Tony
- 2003 : La Vie de David Gale (The Life of David Gale) de Alan Parker : Duke Grover
- 2003 : Wave Babes de Lisa Knox-Nervig (vidéo) : Amos Nandy
- 2007 : The Commission de Curtis Graham : Mr. Brennan
- 2007 : Next de Lee Tamahori : Eric Wisdom
- 2011 : Cavale aux portes de l'enfer de Tanner Beard : J. Wright Mooar
- 2015 : Crimson Peak de Guillermo del Toro : Carter Cushing
- 2015 : The Frontier d'Oren Shai : Lee
- 2021 : Nightmare Alley de Guillermo del Toro : le shérif Jedediah Judd

### Télévision

#### Téléfilms
- 1979 : Dallas Cowboys Cheerleaders : Cowboy player
- 1983 : Girls of the White Orchid : Pedestrian
- 1987 : La loi est la loi (Jake and the Fatman) : Defense Attorney
- 1988 : Perry Mason: The Case of the Lady in the Lake : Motel Manager
- 1989 : Elysian Fields : Wrong-House Neighbor
- 1989 : Mothers, Daughters and Lovers : Sheriff Jack Edzard
- 1990 : Follow Your Heart : Craig Hraboy
- 1990 : El Diablo de Peter Markle : Spivey Irick
- 1990 : The Court-Martial of Jackie Robinson : Maj. Trimble
- 1992 : Gunsmoke: To the Last Man : Deputy Willie Rudd
- 1993 : Gunsmoke: The Long Ride (en) : Traveling Blacksmith
- 1994 : Les Enfants de la nuit (Children of the Dark) : Roddy Gibbons
- 1997 : La Secte (Divided by Hate) : Danny Leland
- 1998 : Mr. Murder : Agent Jason Reiling
- 2001 : Warden of Red Rock (it) : Jefferson Bent

#### Séries télévisées
- 1978 : Desperado : Nathan
- 1991 : La Voix du silence : Det. Earl Gaddis
- 1993 : Loïs et Clark, les nouvelles aventures de Superman (saison 1, épisode 5) : Henry Barnes
- 1996 : Des jours et des vies : Father Timothy Jansen #1
- 1998 : X-Files (saison 6, épisode 21) : un coroner
- 2000 : Les Feux de l'amour : Leonardo Sylvestri
- 2001 : That '70s Show  (saison 3, épisode 11) : Tony
- 2004 : Monk (saison 2, épisode 15) : Shérif Mathis
- 2004 - 2006 : Deadwood : Whitney Ellsworth
- 2006 - 2020 : Supernatural : Bobby Singer (69 épisodes)
- 2006 : Day break : "Uncle" Nick Vukovic
- 2007 : Esprits criminels (saison 3, épisode 7) : Shérif Williams
- 2009 : Harper's Island : Shérif Charles Mills
- 2009 : Psych : Enquêteur malgré lui (saison 4, épisode 3) : Steve Dillingham dit Steve le Balaise
- 2010 : Mentalist (saison 3, épisode 5) : Cobb Holwell
- 2010 : Lie to Me (saison 3, épisode 7) : Gus Sloan
- 2011 : Breaking Bad (saison 4, épisode 2 et saison 5, épisode 1) : Lawson
- 2012 : Dexter (saison 7) : Clint McKay
- 2012 : Justified (saisons 3 et 4) : Shérif Shelby Parlow'
- 2013 : The Middle (saisons 4, épisode 20 ) : Mr Stokes
- 2013 : Revolution (saison 2, épisode 5) : Texas Ranger John Franklin Fry
- 2016 : Better Call Saul (saison 2, épisodes 4 et 10) : Lawson
- 2016 : Bones (saison 11, épisode 13) : George
- 2016 : The Ranch : Chuck Phillips
- 2017 : Timeless (saison 1, épisodes 15 et 16) : Agent Neville
- 2017 : Esprits criminels : Unité sans frontières (saison 2, épisode 9) : Walter Atwood
- 2017 : NCIS : Nouvelle-Orléans (saison 3, épisode 12) : Jackson Hauser
- 2019 - 2024 : The Boys (10 épisodes) : Robert Singer
- 2019 : Watchmen : Andy
- 2020 : Young Sheldon : Kenneth
- 2021 : B Positive (en) : Spencer
- 2023 : The Winchesters : Bobby Singer (1 épisode)

## Voix francophones
En France
| - Jacques Bouanich dans (les séries télévisées) : - Supernatural - Harper's Island - Los Angeles, police judiciaire - Lie to Me - Breaking Bad - Justified - Major Crimes - Better Call Saul - NCIS : Enquêtes spéciales - Bones - Timeless - Michel Dodane dans : - The Ranch (série télévisée) - Nightmare Alley | Et aussi - Jean-Paul Tribout dans Un héros comme tant d'autres - Jean-François Aupied dans Divided By Hate (téléfilm) - Didier Rousset dans Les Feux de l'amour (série télévisée) - Henri Courseaux dans La Vie de David Gale - Michel Modo puis Bernard Métraux dans Deadwood (série télévisée) - Jacques Frantz (*1947 - 2021) dans Day Break, (série télévisée) - Jean-Yves Chatelais (*1955 - 2018) dans Crimson Peak - Emmanuel Jacomy dans The Boys (série télévisée) |

Au Québec
- Mario Desmarais dans Virée d'enfer[5]
- Éric Gaudry dans Adaptation[5]
- Guy Nadon dans Crimson Peak[5]
- Jean-François Blanchard dans The Boys[5] (série télévisée)